# Catharus frantzii
El tordo de capa rojiza (Catharus frantzii), también conocido como zorzal corona rojiza o zorzalito de Frantzius, es una especie de ave paseriforme de la familia Turdidae. Es nativo de Costa Rica, El Salvador, Guatemala, Honduras, México, Nicaragua y Panamá. Su hábitat natural incluye bosque húmedo tropical y subtropical, matorrales, pastizales y humedales.

## Subespecies

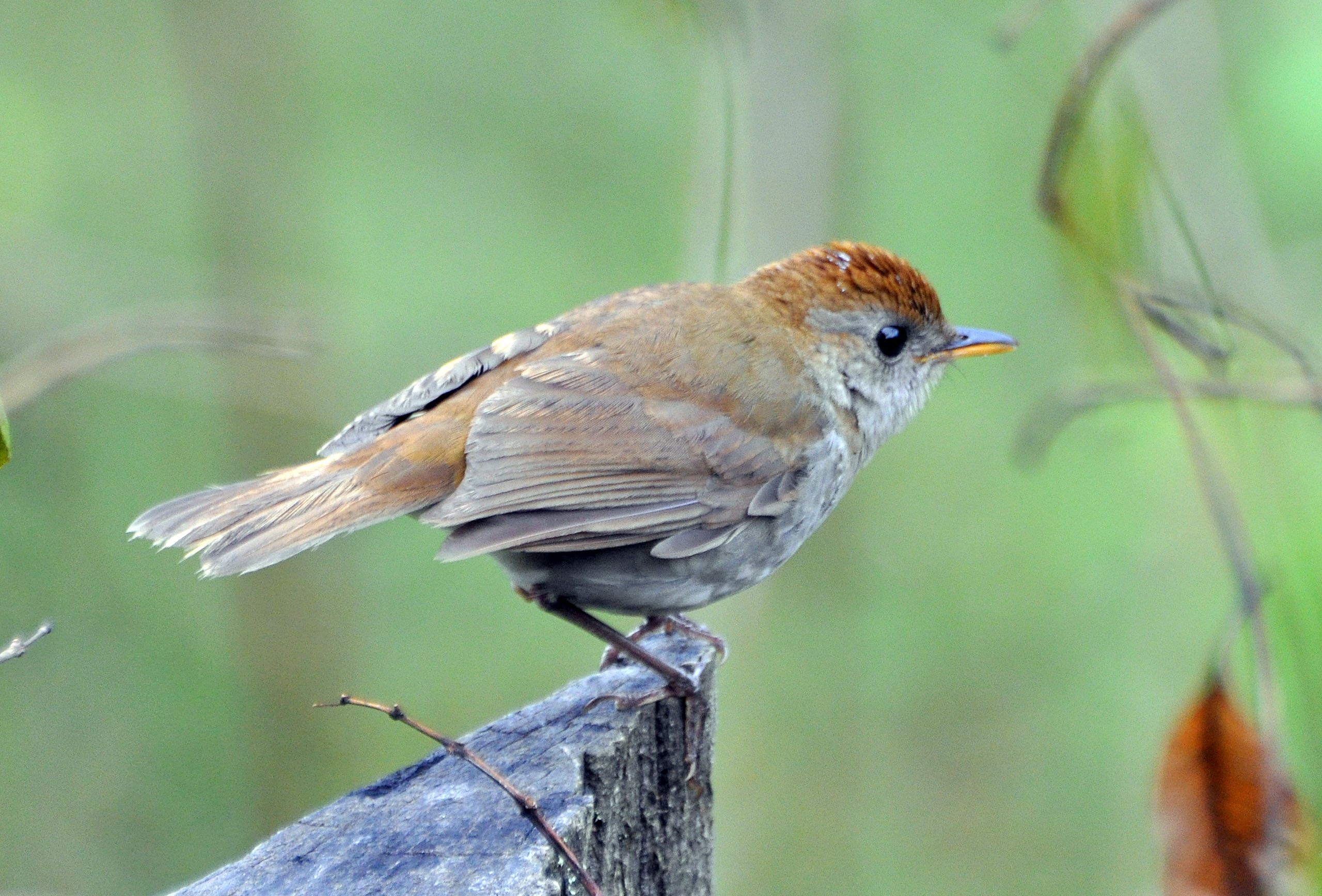
Catharus frantzii wetmorei

Se distinguen las siguientes subespecies:
- Catharus frantzii frantzii
- Catharus frantzii nelsoni
- Catharus frantzii confusus
- Catharus frantzii chiapensis
- Catharus frantzii juancitonis
- Catharus frantzii waldroni
- Catharus frantzii wetmorei
- Catharus frantzii omiltemensis
- Catharus frantzii alticola